# Superman and the Mole Men
Superman and the Mole Men is een Amerikaanse zwart-witfilm uit 1958 gebaseerd op het DC Comics personage Superman. De regie was in handen van Lee Sholem. De hoofdrollen werden vertolkt door George Reeves en Phyllis Coates.
Het was de eerste grote Supermanfilm. Eerder waren er wel al twee reeksen van korte films gemaakt. Superman and the Mole Men werd in amper 12 dagen opgenomen. De film diende als een pilot voor de televisieserie Adventures of Superman. Voor die serie werd de film opgesplitst in twee afleveringen getiteld The Unknown People.

## Verhaal
Reporters Clark Kent en Lois Lane worden door hun baas naar het kleine plaatsje Silsby gestuurd voor een reportage over de diepste oliebron ter wereld. Wat de werknemers bij de oliebron niet weten is dat hun boor de ondergrondse thuiswereld van de "Mole Men", een ras van kleine wezens, heeft doorboord. De Mole Men komen via het boorgat omhoog om de bovenwereld te bestuderen.
De Mole Men jagen iedereen angst aan met hun verschijning. De lokale bevolking vormt een woedende menigte geleid door de gewelddadige Luke Benson om de “monsters” te doden. Superman komt tussenbeide en weet het conflict te bedaren. Hij redt een van de Mole Men wanneer deze in het water valt, en een andere nadat die wordt neergeschoten. Hij brengt de neergeschoten Mole Man naar een ziekenhuis.
In het ziekenhuis wordt al snel duidelijk dat de Mole Man het niet zal overleven als hij niet direct een operatie ondergaat om de kogel te verwijderen. Clark Kent is gedwongen de dokter te helpen daar de dokters vaste assistent niets met het wezen te maken wil hebben. Niet veel later duikt Bensons bende op bij het ziekenhuis en eist dat het wezen aan hen wordt uitgeleverd. Superman bewaakt de ingang van het ziekenhuis om de menigte buiten te houden. Hij ontneemt de bende hun geweren, en stuurt hen weg.
Later komen nog meer Mole Men door het boorgat naar boven, en ditmaal hebben ze een wapen bij zich. Ze begeven zich naar het ziekenhuis, waar Benson en zijn bende de wezens zien. Benson gaat hen alleen achterna. Een van de Mole Man vuurt zijn wapen af op Benson, maar Superman springt er tussen en vangt het schot op. Hij geeft hun de gewonde maar wel geopereerde Mole Man terug. De Mole Men keren terug naar het boorgat, dat ze achter zich laten instorten zodat niemand er meer in of uit kan.

## Rolverdeling
| Acteur               | Personage               |
| -------------------- | ----------------------- |
| George Reeves        | Clark Kent/Superman     |
| Phyllis Coates       | Lois Lane               |
| Jeff Corey           | Luke Benson             |
| Walter Reed          | Bill Corrigan           |
| J. Farrell MacDonald | Pop Shannon             |
| Stanley Andrews      | De Sheriff              |
| Ray Walker           | John Craig              |
| Hal K. Dawson        | Chuck Weber             |
| Phil Warren          | Deputy Jim              |
| Frank Reicher        | Hospital Superintendent |
| Beverly Washburn     | Kind                    |
| Jack Banbury         | een "Mole Man"          |
| Tony Baris           | een "Mole Man"          |
| Billy Curtis         | een "Mole Man"          |
| Jerry Marvin         | een "Mole Man"          |

## Achtergrond

### Thema’s
Net als veel van de eerste afleveringen van The Adventures of Superman heeft de film een volwassen thema. De film behandeld veel conflicten en geweld, en de mogelijke gevolgen daarvan. De personages worden serieus gespeeld. Zo heeft Superman in de film vrijwel niets van de humor die het personage in de televisieserie langzaam ontwikkelde.
De sympathieke “monsters” en de manier waarop de mensheid op hen reageert wordt door auteur Gary Grossman vaak vergeleken met de reacties van de mensheid op de vredelievende alien Klaatu in de film The Day the Earth Stood Still, die in hetzelfde jaar uitkwam.

### Productienotities
- Enkel elementen werden verwijderd uit de film toen deze werd omgezet naar de dubbele aflevering van “Adventures of Superman”, waaronder alle referenties naar de term "Mole Men".
- De themamuziek voor de film deed meer denken aan sciencefiction dan aan superman.
- Het laserwapen dat op de fimposter te zien is, en dat de Mole Men in de film gebruiken, is gemaakt van een omgebouwde Electrolux stofzuiger.
- De vliegscènes in de film zijn primitiever dan die in de latere televisieserie.